# پیر ژرمن
پیر ژرمن (انگلیسی: Pierre Germann؛ زادهٔ ۵ مارس ۱۹۸۵) بازیکن فوتبال اهل فرانسه است.
از باشگاه‌هایی که در آن بازی کرده‌است می‌توان به باشگاه فوتبال دیژون و باشگاه فوتبال نیم المپیک اشاره کرد.